# C'è ancora tempo
C'è ancora tempo è il primo singolo estratto dall'album Davide Mogavero di Davide Mogavero, pubblicato il 25 maggio 2015.
Il singolo vede la produzione artistica di Emilio Munda, composto nella parte musicale da Emilio Munda, Davide Mogavero e Francesco Migliacci, mentre nella parte letteraria da Emilio Munda e lo stesso Davide Mogavero.
Il 29 maggio 2015 entra in rotazione radiofonica raggiungendo subito le prime posizioni e rimanendo in top 10 per diverse settimane. Il singolo è distribuito in versione digitale da Artist First.
Il videoclip, distribuito il 2 giugno 2015 è realizzato da Fabio Breccia e Dop Carlo Edoardo Bolli, già regista di altri artisti italiani.